# Mörekullan (Näs socken, Jämtland, 698210-144358)
Mörekullan är en sjö i Östersunds kommun i Jämtland och ingår i Indalsälvens huvudavrinningsområde. Sjön har en area på 0,0784 kvadratkilometer och ligger 355,4 meter över havet.

## Delavrinningsområde
Mörekullan ingår i det delavrinningsområde (698190-144373) som SMHI kallar för Mynnar i Näkten. Medelhöjden är 363 meter över havet och ytan är 11,77 kvadratkilometer. Det finns inga avrinningsområden uppströms utan avrinningsområdet är högsta punkten. Vattendraget som avvattnar avrinningsområdet har biflödesordning 3, vilket innebär att vattnet flödar genom totalt 3 vattendrag innan det når havet efter 285 kilometer. Avrinningsområdet består mestadels av skog (53 procent) och sankmarker (22 procent). Avrinningsområdet har 0,66 kvadratkilometer vattenytor vilket ger det en sjöprocent på 5,6 procent.